# Nagari Pasia
Nagari Pasia is een bestuurslaag in het regentschap Agam van de provincie West-Sumatra, Indonesië. Nagari Pasia telt 3305 inwoners (volkstelling 2010).